# D23 (Disney)
D23: The Official Disney Fan Club (en castellà Club Oficial de Fans de Disney) és el club oficial de seguidors Disney. Fundat el 2009, l'organització és coneguda principalment per la gran exposició que duu a terme cada dos anys, la D23 Expo. El nom D23 ve de la lletra de D de Disney i el número 23 es refereix al 1923, que va ser l'any en què Walt Disney va fundar la companyia.
L'afiliat a este club obtindrà com a recompensa l'arribada trimestral de Disney twenty-three (publicació exclusiva), regals anuals, accés a esdeveniments, ofertes exclusives en productes Disney, i un descompte i accés preferencial a la D23 Expo.

## Història
D23 va ser presentat el 10 de març de 2009 per Bob Iger durant la reunió anual de la companyia. L'organització va tindre un estand a San Diego Comic-Con el 2009, i més tard va celebrar-se el primer D23 Expo entre els dies del 10 i el 13 de setembre de 2009. El març de 2010 D23 va anunciar que l'exposició seria biennal en lloc d'anual, celebrant-se un esdeveniment Destination D cada any que no tocara.
El febrer de 2013, la Walt Disney Company Japan va anunciar el primer D23 Expo al Japó a celebrar-se entre el 12 i el 14 de 2013.
L'abril de 2013, D23 i el TCM Festival van unir forces per al 75é aniversari de l'estrena de La Blancaneu i els set nans i un Kirk Douglas va ser l'amfitrió de la projecció de 20,000 Leagues Under the Sea, recentment restaurada a partir dels negatius originals.